# Chionosia zonata
Chionosia zonata là một loài bướm đêm thuộc phân họ Arctiinae, họ Erebidae.